# (5766) Carmelofalco
(5766) Carmelofalco est un astéroïde de la ceinture principale.

## Description
(5766) Carmelofalco est un astéroïde de la ceinture principale. Il fut découvert le 29 août 1986 à La Silla par Henri Debehogne. Il présente une orbite caractérisée par un demi-grand axe de 2,30 UA, une excentricité de 0,09 et une inclinaison de 4,7° par rapport à l'écliptique.

## Compléments